# ورنر گوزین
ورنر گوزین(به آلمانی: Werner Gysin) (زاده ۱۹۱۵) ریاضیدان اهل سوییس بود. او درجه دکتری را در سال ۱۹۴۱ در انستیتو تکنولوژی فدرال زوریخ و زیر سرپرستی هاینتس هوپف و ادوارد اشتیفل به دست آورد. شهرت وی به خاطر دنباله ای که به نام خود او دنباله گوزین نامگذاری شده است و آن را در تنها مقاله به چاپ رسیده اش معرفی کرده است می باشد.